# シュテフェン・シュトランツ
シュテフェン・シュトランツ（ドイツ語: Steffen Stranz 1960年5月16日 - ）は、旧西ドイツの柔道選手。ヘッセン州出身。階級は71kg級。身長182cm。

## 人物
1983年のヨーロッパ選手権71kg級で3位になると、世界選手権でも3位になった。翌年のロサンゼルスオリンピックは2回戦で敗れた。1985年の世界選手権では再び3位となった。1987年のヨーロッパ選手権では3位になったが、世界選手権では5位だった。翌年のソウルオリンピックでも5位に終わった。

## 主な戦績
- 1983年 - オランダ国際　優勝
- 1983年 - ヨーロッパ選手権　3位
- 1983年 - 世界選手権　3位
- 1984年 - ドイツ国際　優勝
- 1985年 - 世界選手権　3位
- 1986年 - ドイツ国際　3位
- 1987年 - 東ドイツ国際　優勝
- 1987年 - ドイツ国際　2位
- 1987年 - ヨーロッパ選手権　3位
- 1987年 - 世界選手権　5位
- 1988年 - ソウルオリンピック　5位